# カール・フォン・ヘッセン＝ダルムシュタット
カール・フォン・ヘッセン＝ダルムシュタット （ドイツ語:Karl von Hessen-Darmstadt、1809年4月23日 - 1877年3月20日）は、ヘッセン大公国の公子。大公ルートヴィヒ4世の父。

## 生涯
大公ルートヴィヒと妃ヴィルヘルミーネ・フォン・バーデンの次男として、ダルムシュタットで生まれた。大公ルートヴィヒ3世は兄、バッテンベルク家の祖となったアレクサンダーは弟にあたる。
1836年、プロイセン王女エリーザベト（プロイセン王子ヴィルヘルムの三女）とベルリンにて結婚した。2人の間には4子が生まれた。
- ルートヴィヒ4世（1837年 - 1892年） - ヘッセン大公
- ハインリヒ（1838年 - 1900年）
- アンナ（1843年 - 1865年）
- ヴィルヘルム（1845年 - 1900年）